# Le lacrime amare di Petra von Kant
Le lacrime amare di Petra von Kant (Die bitteren Tränen der Petra von Kant) è un film del 1972 diretto da Rainer Werner Fassbinder. È un adattamento di un dramma teatrale dello stesso Fassbinder, di cui mantiene l'impostazione: il film è ambientato in un'unica stanza e basato interamente sui dialoghi delle protagoniste. Le riprese sono durate 10 giorni.

## Trama
Petra von Kant è una famosa stilista che vive sola con Marlene, la sua assistente apparentemente muta, la quale accetta i maltrattamenti e la severità della "padrona" senza battere ciglio. I due matrimoni di Petra sono finiti con la morte del primo marito e con il divorzio dal secondo; entrambi l'hanno segnata profondamente. Un'amica le fa conoscere Karin, una ragazza giovane e bellissima, della quale Petra si innamora profondamente.
Le due portano avanti una relazione, ma col tempo Karin diventa sempre più fredda e crudele, e inizia a trattare Petra con lo stesso sadismo con cui lei tratta Marlene. Ad un certo punto Karin lascia Petra per un uomo e questa cade in una profonda disperazione. Petra allora decide di voltare pagina e di migliorare il suo rapporto con Marlene, ma quando le si rivolge in modo affettuoso e amichevole, quest'ultima fa le valigie e se ne va.

## Confronto con il testo teatrale
La scenografia nel testo per l'originale teatrale di Fassbinder non viene discussa o descritta particolarmente; la vicenda viene ambientata in una casa, con una grande presenza di manichini, inoltre vi è l'utilizzo di una bambola con cui Petra è solita dormire. Nel film, invece si nota una forte presenza di specchi. Grazie all'aiuto della telecamera, si gioca molto su sguardi che indirettamente si incrociano grazie al rispecchiamento, ma tutto ciò nella realtà della scena non accade. Per questo fatto sembra che l'architettura dell'ambiente sia complessa, grazie alla presenza di colonne e di paratie. Sono presenti anche bambole e manichini, sarà proprio una bambola, delle fattezze di Karin, che Marlene porta via con sé nell'abbandonare Petra. Questa, appunto, è l'altra grande differenza con il testo teatrale, dove invece Marlene accetta di stare con la padrona.

## Riconoscimenti
- Deutscher Filmpreis
  - Miglior attrice: Margit Carstensen
  - Miglior attrice: Eva Mattes
  - Miglior fotografia: Michael Ballhaus
- Festival di Berlino
  - Candidato per l'Orso d'oro

## Colonna sonora
1. The Platters – The Great Pretender – 2:42
2. The Platters – Smoke Gets Into Your Eyes – 2:41
3. Un dì felice (dal primo atto de La traviata) – 3:34 (musica: Giuseppe Verdi)